# Nicolás Impiombato
Nicolás Impiombato (General Rodríguez, Provincia de Buenos Aires, 8 de noviembre de 1994) es un piloto  y propietario de equipo de automovilismo argentino. Desarrolló su carrera de manera casi exclusiva en categorías de la Asociación Corredores de Turismo Carretera. Inició su trayectoria compitiendo en 2011 en la ex-Fórmula 4 APAP (hoy Fórmula 4 Nueva Generación), para luego incursionar en la Fórmula Metropolitana, donde compitió entre 2012 y 2014.
En 2015 incursionó en categorías de turismos al debutar en el TC Pista Mouras, al comando de un Chevrolet Chevy del equipo de Alfredo Fernández. Su desempeño lo llevó a ser acreedor de un ascenso al TC Mouras, categoría en la que debutó en 2016 dentro del equipo Donto Racing, siempre al comando de una unidad Chevrolet. Sin embargo, tras las dos primeras fechas tomó la determinación de establecer por primera vez su propia estructura, apoyado por su padre, el ex-piloto de TC Ricardo Impiombato.
Su carrera continuó en 2020 con su incursión en la divisional TC Pista, donde nuevamente apostó al equipo familiar, a la vez de experimentar con el mismo una expansión que permitió la incursión de otros pilotos dentro de las diferentes categorías de ACTC. Para 2022 anunció su ingreso a la categoría TC Pick Up, compitiendo al comando de una Toyota Hilux, sin embargo y tras el anuncio de la creación de la divisional TC Pista Pick Up, en 2023 resolvió incursionar en esta última categoría, donde además de convetirse n el primer ganador de la historia de la categoría, peleó el campeonato finalizando en la tercera posición. Estos resultados le permitieron obtener nuevamente el ascenso y retornar a la TC Pick Up a partir de la temporada 2024.

## Resumen de carrera
| Años     | Categorías                 | Equipos               | Automóviles          | Carreras    | Victorias   | Podios      | PP          | VR          | Puntos      | Pos.        |
| -------- | -------------------------- | --------------------- | -------------------- | ----------- | ----------- | ----------- | ----------- | ----------- | ----------- | ----------- |
| 2011     | Fórmula 4 APAP             |                       | Crespi-Audi          | 8           | 0           | 0           | 0           | 0           | 16.75       | 29.º        |
| 2012     | Fórmula Metropolitana      | Tati Race Team        | Crespi-Renault       | 5           | 0           | 0           | 0           | 0           | 5.00        | 24.º        |
| 2012     | Fórmula 4 Nueva Generación |                       | Crespi-Audi          | 9           | 0           | 0           | 0           | 1           | 13.00       | 29.º        |
| 2013     | Fórmula Metropolitana      | Tati Race Team        | Crespi-Renault       | 13          | 0           | 1           | 0           | 0           | 61.00       | 6.º         |
| 2013     | Fórmula 4 Nueva Generación |                       | Crespi-Audi          | 2           | 0           | 0           | 0           | 0           | 29.00       | 17.º        |
| 2014     | Fórmula Metropolitana      | Oeste Sport Group     | Crespi-Renault       | 13          | 2           | 2           | 0           | 1           | 76.00       | 5.º         |
| 2014     | Fórmula 4 Nueva Generación |                       | Crespi-Audi          | 1           | 0           | 0           | 0           | 0           | 0.00        | Inv.        |
| 2015     | TC Pista Mouras            | GF Team               | Chevrolet Chevy      | 14          | 0           | 4           | 1           | 2           | 401.50      | 4.º         |
| 2015     | Fórmula 4 Nueva Generación |                       | Crespi-Audi          | 1           | 0           | 0           | 0           | 0           | 0.00        | Inv.        |
| 2016     | TC Mouras                  | Donto Racing          | Chevrolet Chevy      | 2           | 0           | 0           | 0           | 0           | 329.50      | 18.º        |
| 2016     | TC Mouras                  | Impiombato Motorsport | Chevrolet Chevy      | 13          | 0           | 0           | 0           | 0           | 329.50      | 18.º        |
| 2016     | Fórmula 4 Nueva Generación |                       | Crespi-Audi          | 1           | 0           | 0           | 0           | 0           | 0.00        | Inv.        |
| 2017     | TC Mouras                  | Impiombato Motorsport | Chevrolet Chevy      | 14          | 0           | 0           | 0           | 0           | 383.00      | 16.º        |
| 2017     | Fórmula 4 Nueva Generación |                       | Crespi-Audi          | 1           | 0           | 0           | 0           | 0           | 0.00        | Inv.        |
| 2018     | TC Mouras                  | Impiombato Motorsport | Chevrolet Chevy      | 15          | 0           | 1           | 0           | 0           | 412.25      | 14.º        |
| 2019     | TC Mouras                  | Impiombato Motorsport | Ford Falcon          | 1           | 0           | 0           | 0           | 0           | 418.00      | 10.º        |
| 2019     | TC Mouras                  | Impiombato Motorsport | Chevrolet Chevy      | 14          | 0           | 0           | 1           | 0           | 418.00      | 10.º        |
| 2020     | TC Pista                   | Impiombato Motorsport | Chevrolet Chevy      | 9           | 0           | 0           | 0           | 0           | 159.50      | 21.º        |
| 2021     | TC Pista                   | Impiombato Motorsport | Torino Cherokee      | 1           | 0           | 0           | 0           | 0           | 259.00      | 23.º        |
| 2021     | TC Pista                   | Impiombato Motorsport | Chevrolet Chevy      | 2           | 0           | 0           | 0           | 0           | 259.00      | 23.º        |
| 2022     | TC Pista                   | Impiombato Motorsport | Chevrolet Chevy      | 15          | 0           | 0           | 0           | 0           | 345.00      | 8.º         |
| 2022     | TC Pick Up                 | Impiombato Motorsport | Toyota Hilux         | 1           | 0           | 0           | 0           | 0           | 36.00       | 47.º        |
| 2023     | TC Pista                   | Impiombato Motorsport | Chevrolet Chevy      | 15          | 0           | 2           | 1           | 0           | 385.00      | 8.º         |
| 2023     | TC Pista Pick Up           | Impiombato Motorsport | Toyota Hilux         | 12          | 2           | 7           | 0           | 3           | 407.00      | 3.º         |
| 2024     | TC Pista                   | Impiombato Motorsport | Chevrolet Chevy      | 14          | 0           | 0           | 0           | 0           | 375,25      | 8.º         |
| 2024     | TC Pick Up                 | Impiombato Motorsport | Toyota Hilux         | 9           | 0           | 0           | 0           | 0           | 197.00      | 17.º        |
| 2025     | Turismo Carretera          | Impiombato Motorsport | Chevrolet Camaro ZL1 | Por definir | Por definir | Por definir | Por definir | Por definir | Por definir | Por definir |
| 2025     | TC Pick Up                 | Impiombato Motorsport | Toyota Hilux         | Por definir | Por definir | Por definir | Por definir | Por definir | Por definir | Por definir |
| Fuentes: | [ 8 ] [ 9 ]                | [ 8 ] [ 9 ]           | [ 8 ] [ 9 ]          | [ 8 ] [ 9 ] | [ 8 ] [ 9 ] | [ 8 ] [ 9 ] | [ 8 ] [ 9 ] | [ 8 ] [ 9 ] | [ 8 ] [ 9 ] | [ 8 ] [ 9 ] |

## Vida privada
Su padre es el ex-piloto de Turismo Carretera, Ricardo Impiombato, quien supiera competir en la categoría durante los años 1990 y a la vez es su principal promotor deportivo. Entre ambos dirigen su propia estructura de competición, el Impiombato Motorsport, con el cual no solamente Nicolás desarrolla su carrera deportiva, sino que además ofrece un espacio para aquellos pilotos que deseen competir dentro de las divisiones de la Asociación Corredores de Turismo Carretera, recibiendo la atención de dicha estructura. Por las filas de este equipo pasaron pilotos como Luis José Di Palma, Santiago Mangoni, Martín Serrano, Nicolás Augusto González e Ianina Zanazzi, entre otros. Las principales participaciones del Impiombato Motorsport, tuvieron lugar en las divisiones TC Mouras, TC Pista Mouras, TC Pick Up y TC Pista Pick Up.
El 10 de noviembre de 2018, Nicolás Impiombato fue víctima de un episodio de inseguridad, por el cual fue abordado por dos delincuentes motorizados (vulgarmente conocidos en Argentina como "motochorros"), mientras se encontraba de paseo junto a su novia de ese entonces, la piloto de karting Zaira Rodríguez. Como consecuencia de este asalto, la joven recibió un disparo en su cabeza por parte de uno de los delincuentes, provocándole la muerte. Por el crimen fueron detenidos dos hermanos, sindicados como los responsables del ataque, quienes en 2021 fueron condenados a cadena perpetua. Múltiples homenajes fueron llevados a cabo para honrar la memoria de la joven, entre ellos, la creación de una fundación para promover acciones solidarias.